# یوسیمار کوینترو
یوسیمار آلدیر کوینترو کوینترو (انگلیسی: Josimar Aldair Quintero Quintero؛ زادهٔ ۳ فوریهٔ ۱۹۹۷) بازیکن فوتبال اهل اکوادور است که در پست هافبک برای رئال مونارکس بازی می‌کند.